# Campana extractora
Una campana extractora (denominada comúnmente campana o extractora) es un aparato electrodoméstico de línea blanca que tiene un ventilador inserto en la carcasa; se coloca encima de la cocina, y se utiliza para aspirar y extraer los productos de combustión, el humo, los olores, el calor, la grasa en suspensión y el vapor del aire, mediante una combinación de filtrado y la evacuación del aire.

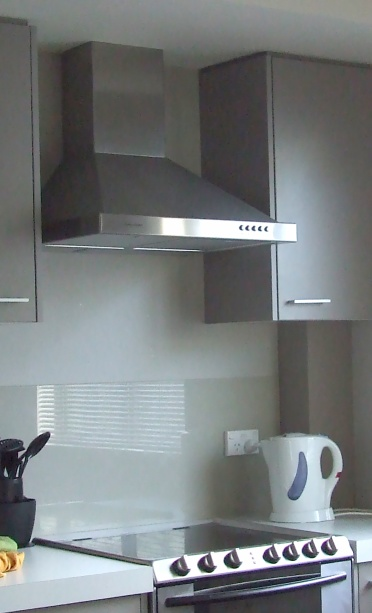
Una campana extractora en una cocina.

El primer extractor para uso doméstico se desarrolló y fue llevado al mercado en la década de 1940 por la empresa Vent-A-Hood en los Estados Unidos.

## Tipos de instalación
Las campanas son diferentes según el tipo de instalación:
| Evacuación al exterior: el aire y los gases se extraen mediante el ventilador y se impulsan fuera de la cocina por un conducto de evacuación. |
| Estructura interna: |
| 1. falda o campana |
| 2. filtro antigrasa |
| 3. extractor |
| 4. conducto de evacuación |
| La campana de succión o aspirante es más eficaz. La eficacia de la extracción de la campana puede verse afectada por la conformación del conducto de evacuación con diámetro demasiado ajustado, demasiado largo o demasiado tortuoso, por eso se debe comparar siempre las especificaciones del fabricante. |
| |
| De recirculación: el aire y los gases aspirados por el ventilador pasan por un filtro en la campana y regresan a la cocina, en parte depurados. |
| Estructura interna: |
| 1. falda o campana |
| 2. filtro antigrasa |
| 3. extractor |
| 4. filtros antiolores (en su mayoría, se usan filtros de carbón activo) |

## Partes
Una campana consta de tres partes principales:
- La falda o campana donde se recogen los gases.
- Un filtro que ayuda a detener partículas suspendidas en el aire (como grasa) para que no entre en el ventilador o dentro de la campana.
- A veces, especialmente en las de recirculación, un filtro antiolores de carbón activado.
- El ventilador que funciona como extractor.

Existen campanas con dos ventiladores situados en paralelo, lo que no es nada conveniente puesto que, funcionando a la vez, duplican el consumo eléctrico y solamente consiguen aumentar el caudal extraído en muy pequeña proporción. Podrían justificarse cuando las pérdidas de carga del conducto de evacuación son muy escasas (trayecto muy corto, de gran diámetro y sin accidentes, como codos).

## En el comercio
Las campanas incluyen la función de iluminación, ya sea incandescente, fluorescente o halógena, para alumbrar la superficie de cocción. Además, algunos fabricantes ofrecen accesorios, tales como: estanterías, bastidores, y otros anexos, que permite una mayor flexibilidad de diseño.
La invención de las diversas formas de campana extractora fue a mediados del siglo XX y se han ido desarrollando para ofrecer al público diferentes diseños y también para combinar con la arquitectura de la cocina.
Hoy en día los principales fabricantes de campanas se preocupan por la tecnología en sus productos, proporcionando así diferentes tipos de sistemas:
- sistema de reducción de ruido
- sistema digital de cocina
- sistema de dirección de flujo de aire
- sistema ventilador de filtro separador

Existen también campanas con los sistemas de control electrónico que puede ofrecer una o más de las siguientes características:
- control remoto
- el ajuste motorizado de altura
- sensor térmico
- protección contra sobrecalentamiento
- control de velocidades del extractor
- recordatorio de limpieza del filtro
- de cancelación activa de ruido
- control de la iluminación, para aumentar o disminuir la intensidad de la misma
- temperatura en una pantalla
- memoria
- una combinación de lo anterior

## Materiales en que se fabrican

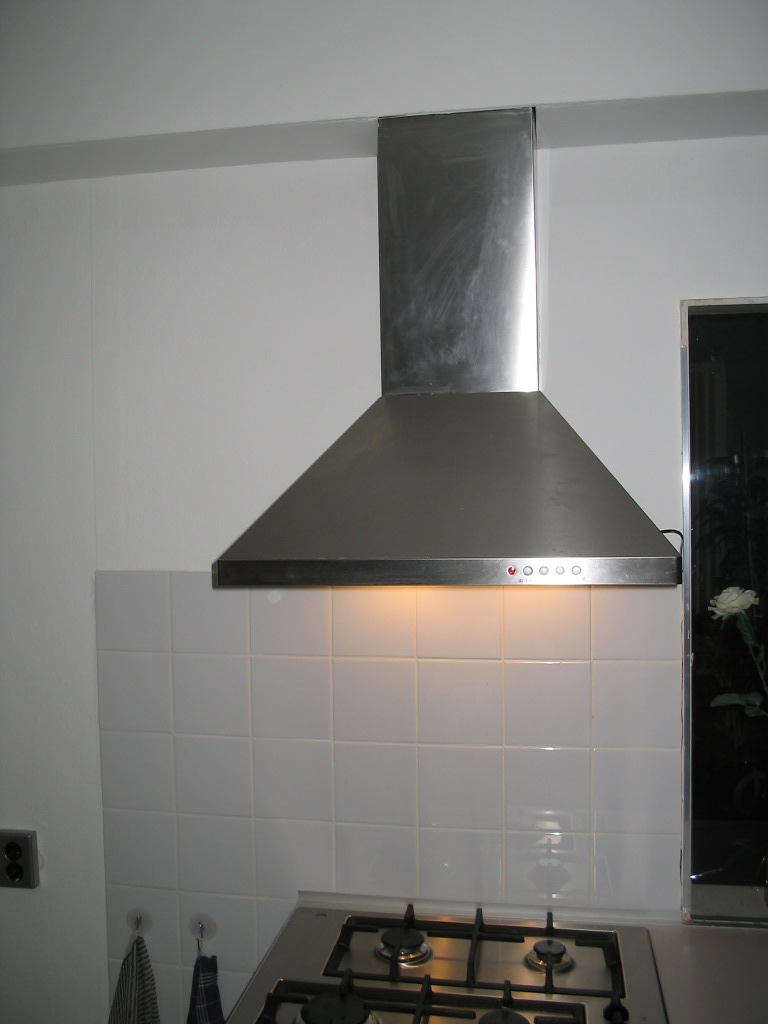
Campana de acero inoxidable.

Las campanas pueden ser hechas de una variedad de materiales, tales como:
- cobre
- acero
- cristal templado
- madera
- aluminio
- acero inoxidable
- latón
- plástico resistente al calor

## Precios
En Estados Unidos
La mayoría de las campanas en los Estados Unidos se encuentran a un precio entre US$400 y US$2500. Los precios pueden ir desde US$100 hasta US$20 000 o más (en el caso de la construcción de modelos personalizados).
En Europa
Las campanas están disponibles en muchos modelos en un rango de precios desde menos de €50 hasta más de €1500, de acuerdo con la marca y sus características.